# Rawson
Rawson, oficialmente Ciudad de Rawson, es la ciudad capital de la provincia argentina del Chubut y ciudad cabecera del Departamento de Rawson, siendo la capital provincial de menor población del país. Es una ciudad dedicada a la administración, con varios edificios gubernamentales de la década de 1970, que además cuenta con diversos atractivos culturales.
La ciudad se encuentra ubicada en el valle inferior del río Chubut, a 7 km de la desembocadura del río en el océano Atlántico. En ese lugar se encuentra Puerto Rawson, de actividad netamente pesquera, donde se destaca la «Flota amarilla», de barcos fresqueros que pescan mayormente merluzas y langostinos. Además, a 600 metros del puerto se encuentra Playa Unión, balneario sobre mar abierto que recibe a miles de turistas cada verano.

## Toponimia

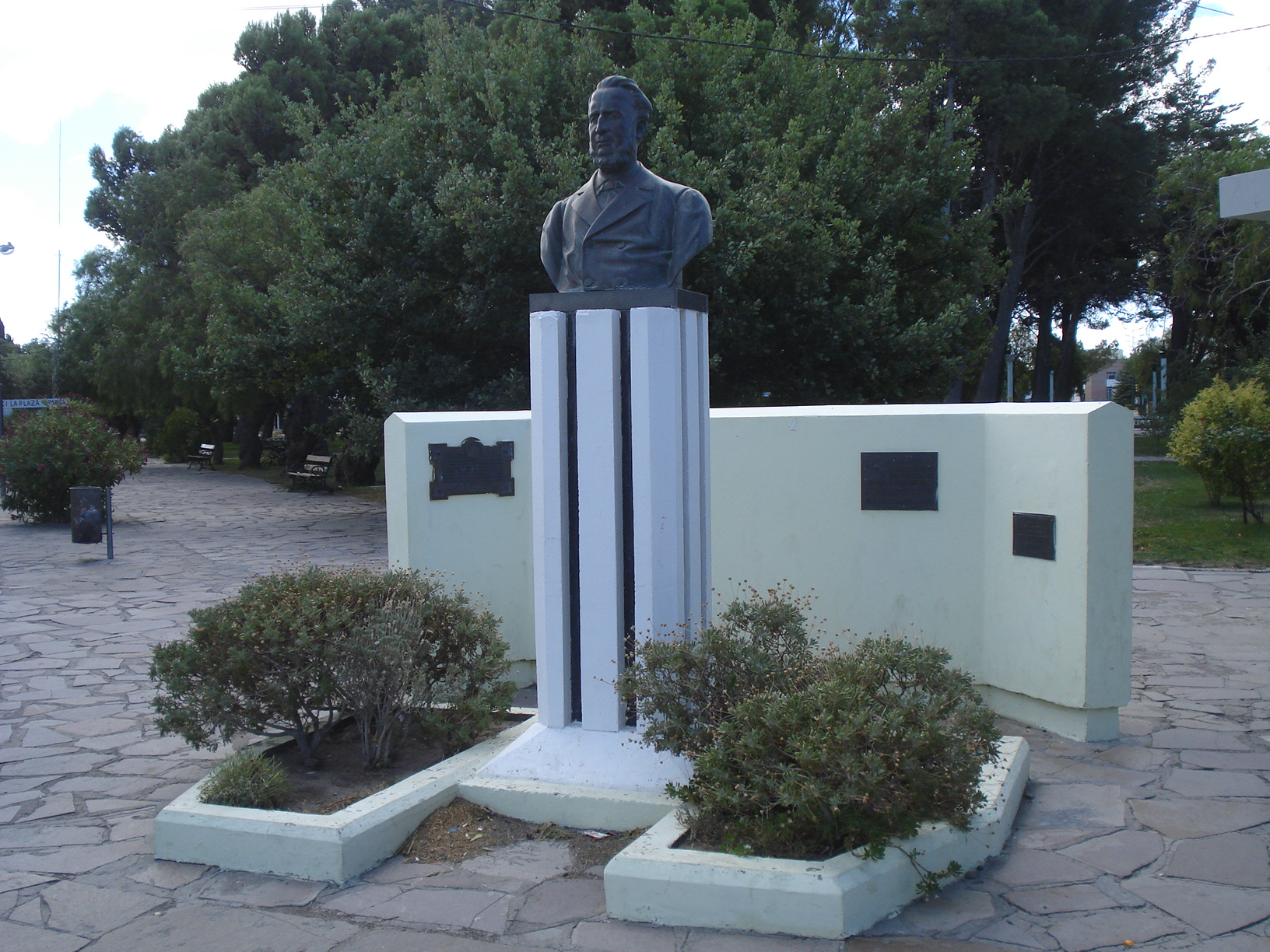
Monumento a Guillermo Rawson.

Su nombre recuerda al sanjuanino Guillermo Rawson, ministro del interior de entonces, que favoreció la inmigración.

## Historia

### Primer asentamiento

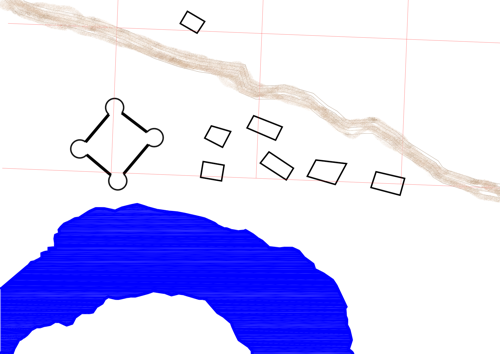
Esquema del Caer Antur, sobre la base del croquis dibujado por Richard Berwyn alrededor de 1865. Se ve un gran meandro del río Chubut, el borde de las bardas, y las construcciones precarias que los galeses hicieron junto a los restos del fuerte.

El primer asentamiento en el lugar se debe a Henry Libanus Jones, ganadero y explorador de origen galés, residente en Buenos Aires desde 1810 y que fundó el Fuerte Paz a orillas del río Chubut en 1854 como puesto de avanzada para expediciones de caza y recogida de ganado cimarrón. Sin embargo, aún no se han hallado restos que prueben sin riesgo de duda el sitio exacto donde fue construido.

### Origen de la ciudad
Los colonos galeses denominaron a la nueva colonia junto al río, Trerawson (en galés: Pueblo de Rawson), en reconocimiento al entonces ministro del Interior de la Argentina, quien había facilitado las tramitaciones oficiales que les permitieron instalarse en esa región patagónica.
Iniciaron el trazado y la construcción de sus casas, y el 15 de septiembre de 1865, con la presencia del comandante militar de Carmen de Patagones, teniente coronel Julián Murga, delegado al efecto por el gobierno nacional se fundó oficialmente la ciudad de Rawson, sobre una loma de grava y arena junto al río, a escasos metros de la localización del fortín viejo.
Con Julián Murga viajó a la zona el agrimensor Julio V. Díaz, comisionado para efectuar el trazado definitivo del pueblo, y la demarcación de las tierras que el gobierno argentino cedía a la colonia galesa.
El representante de los colonos ante el gobierno nacional era Lewis Jones, en cuyo honor se nombró posteriormente a lo que sería la vecina ciudad de Trelew (en galés: Pueblo de Lewis, Luis).

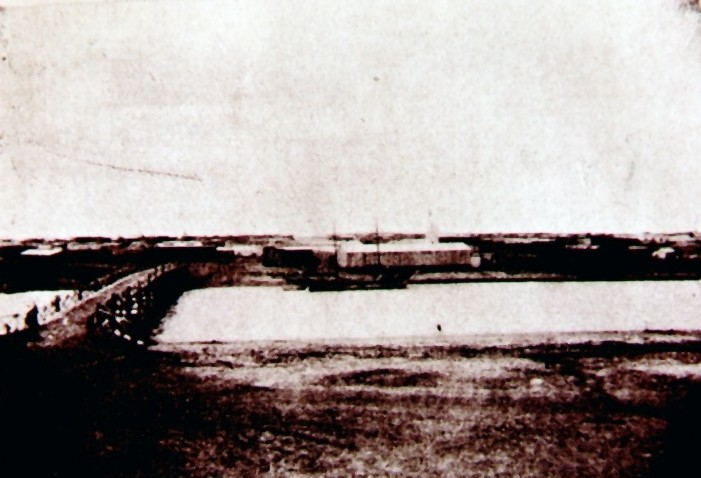
Primer puente de madera sobre el río Chubut (1900).

La única vía de comunicación de la colonia con el resto del mundo se efectuaba a través de la desembocadura del río Chubut, donde en un pequeño desembarcadero, precursor del actual Puerto Rawson, arribaba de vez en cuando alguna goleta con destino a las Islas Malvinas, o trayendo provisiones enviadas por el gobierno de Buenos Aires.
El 3 de julio de 1866 llega el cacique Chiquichano con los primeros indígenas que se acercan al pueblo. Enseñan a los galeses a cazar y cuidar el ganado, y comienza el trueque entre ambas comunidades. La buena relación entablada desde un principio con los patagones, fue sin duda una de las causas que permitieron la supervivencia y éxito de la colonización galesa.
En 1874 arriba un segundo contingente de familias galesas, completando para esa época una población residente de alrededor de 200 personas. Para 1876, el pueblo estaba formado por no más de veinte casas de adobe dispersas, sin cercados ni forestación.
En 1877 se inaugura la primera escuela, en un local de ladrillos construido a tal fin.

### Territorio nacional
Mediante Ley N.º 1742 del 9 de octubre de 1885, el Congreso Argentino creó el Territorio Nacional del Chubut. La ley no identificaba la que sería la capital, aunque por entonces la única localidad con acta de fundación oficialmente registrada era Rawson. Esta falencia, sumada a la gran inundación de 1899 y los intereses comerciales contrapuestos de diversas zonas de la naciente colonia, generarían con el tiempo numerosos conflictos y discusiones relativas a la designación definitiva de la capital.

### La misión salesiana
Uno de los primeros salesianos en misionar en territorio del Chubut fue el padre Pedro Bonacina, quien en 1886, recorrió en 26 días de marcha a caballo acompañado por una pequeña comitiva los más de 500 kilómetros entre Choele Choel y la colonia galesa en Rawson.

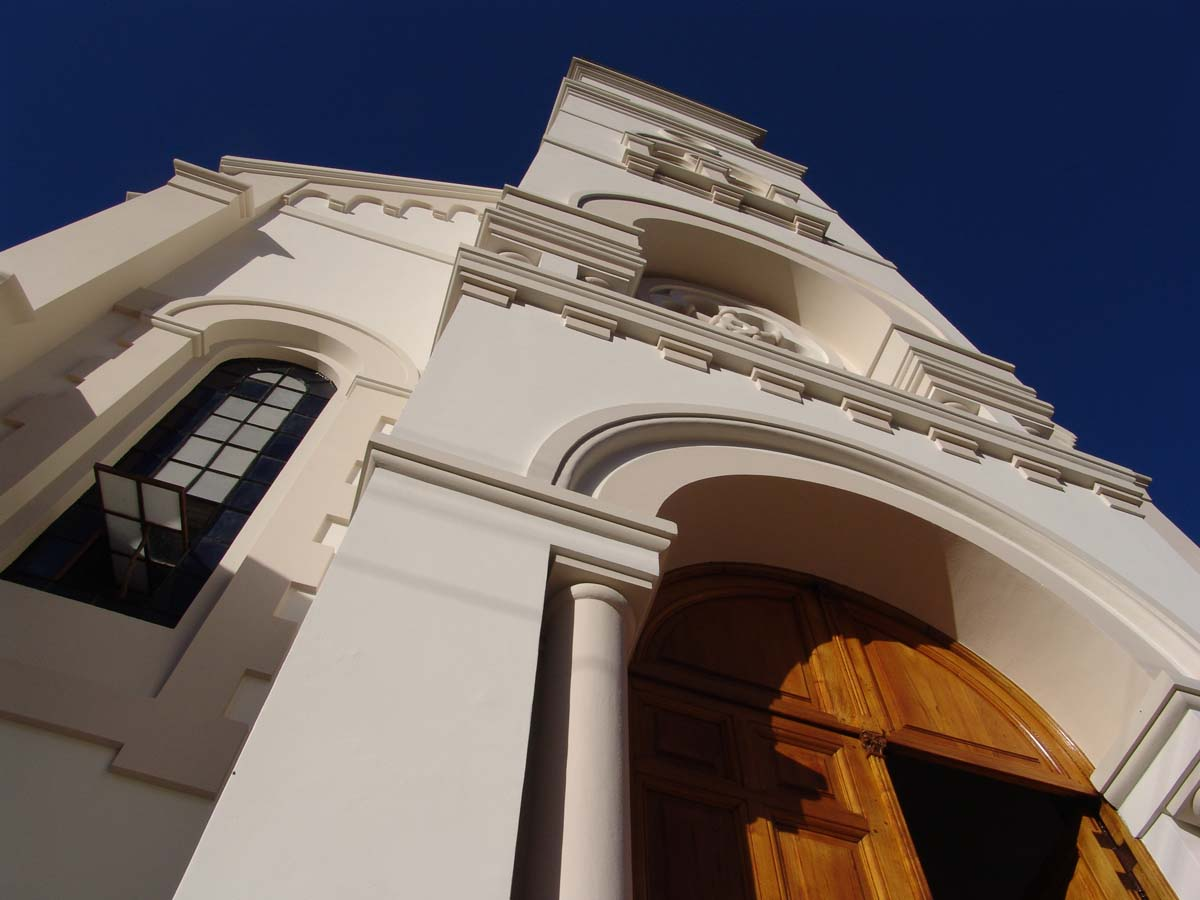
Iglesia de Rawson.

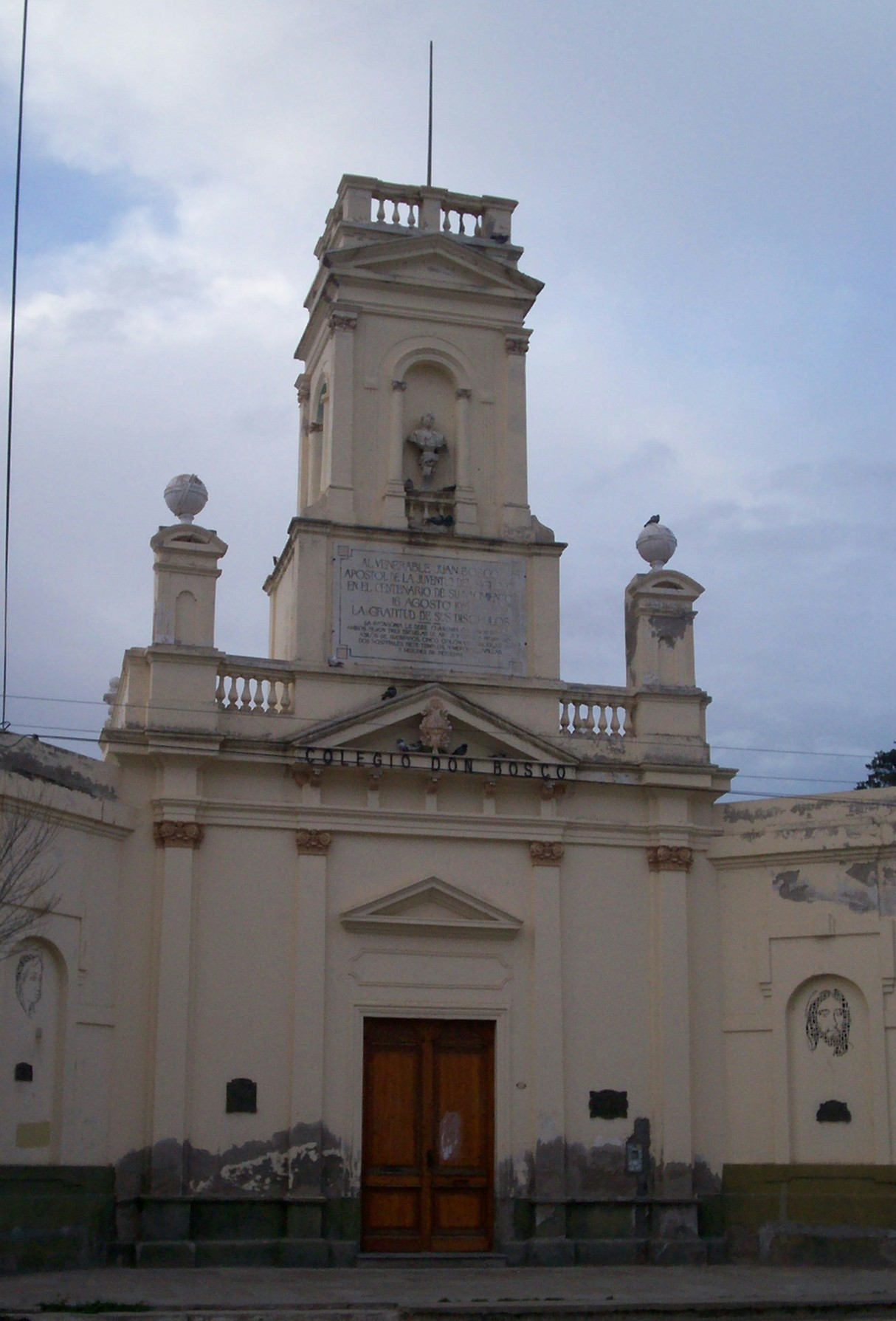
Iglesia de Nuestra Señora de Lourdes, primer templo católico del Chubut.

La primera iglesia católica del territorio, Nuestra Señora de Lourdes, fue construida en Rawson bajo dirección del canónigo Carlos Francisco Vivaldi, primer capellán del Chubut:

En el pueblo de Rawson, Capital del Territorio Nacional del Chubut, a los diez días de marzo de 1886, primer día de Cuaresma 8º año del pontificado de S.S.León XIII, siendo Presidente de la República Argentina el Teniente General don Julio Argentino Roca y Arzobispo de la Arquidiócesis S.E.R. el doctor Federico Aneiros reunidos S.S. el señor Gobernador de dicho Territorio, Teniente Coronel don Luis Jorge Fontana, la señora Carmen Guerrero de Nuñez, en representación de la Sra. Isabel Amstrong de Elortondo, el Capellán de la Gobernación Canónigo don Francisco Vivaldi, los empleados de la Nación y vecinos del Territorio que suscriben el acta, con el objetivo de colocar la piedra fundamental de la primera iglesia católica del Territorio.

Los techos de la iglesia se volaron, y la construcción quedó muy deteriorada durante un fuerte temporal de viento en 1889. La subsiguiente remodelación y ampliación se culminó en 1897, siendo reinaugurada por el presbítero Bernardo Vacchina con el nombre de María Auxiliadora. En 1915, en oportunidad del centenario del nacimiento de Don Bosco, la torre es habilitada como observatorio y mirador. La nave de esta iglesia fue totalmente destruida por un incendio, y desde 2006 se conserva el sector frontal, con su torre y fachada, declarados patrimonio histórico de la ciudad en 2005.

### La gran inundación
En julio de 1899 lluvias de magnitud sumadas a los deshielos extraordinarios en la cordillera causaron inundaciones en la mayoría de los valles patagónicos, incluyendo los cauces de los ríos Limay, Negro y Chubut. El 28 de julio de ese año la inundación arrasó prácticamente la incipiente ciudad, destruyendo casas de familia, comercios y la casa de gobierno del territorio. La capital fue trasladada temporalmente a la cercana Trelew. El retorno de la sede del gobierno territorial a Rawson se produjo el 20 de septiembre de 1900.

### El ferrocarril
El 22 de mayo de 1923 se inaugura La estación Rawson que permitía la conexión con el Ferrocarril Central del Chubut, línea de trocha angosta cuyo primer tendido conectaba punta de rieles (actual ciudad de Trelew) con Puerto Madryn. Esta conexión permitiría desde noviembre de 1923 el viaje en tren desde Playa Unión, sobre el litoral atlántico, hasta Alto Las Plumas, 200 km al oeste, en la entrada al valle medio del río Chubut.
Si bien existieron proyectos de continuar el tendido ferroviario hasta la cordillera, límite oeste de la provincia, nunca se llegaron a concretar.
Entre esta época y hasta el año 1961, cuando dejó de funcionar, el ferrocarril fue un importante medio de transporte para unir los pueblos de la comarca.

### Capital provincial
Mediante ley nacional N.º 14408 (1955) el territorio nacional del Chubut es declarado provincia con los actuales límites. Rawson es confirmada en la asamblea constituyente como capital provincial.

## Gobierno
Rawson es en el 2007 un municipio de primera categoría, cabecera del departamento Rawson, que incluye a los ejidos de dos ciudades: Rawson, y la vecina Trelew a una distancia de 17 kilómetros hacia el oeste. Los departamentos provinciales, previstos constitucionalmente, no tienen, sin embargo, relevancia en el sistema de gobierno.
El gobierno municipal de la ciudad tiene autonomía presupuestaria e institucional respecto de la provincia, y su funcionamiento, regulado por la ley provincial de municipios hasta el año 2005, cuenta desde esa fecha con su propia Carta Orgánica aprobada por una convención constituyente.
El poder ejecutivo lo ejerce un intendente elegido por períodos de cuatro años. El concejo deliberante, órgano legislativo, está formado por diez concejales, uno de los cuales es elegido anualmente entre sus pares para presidirlo, y las normas legales de alcance municipal que el cuerpo emite se denominan ordenanzas.

### Lista de intendentes municipales
A partir de la creación del municipio (1888)

Notas: se indica el año de inicio del mandato. (2) indica segundo período
- 1888 Gregorio Mayo
- 1907 Alejandro Abel Conesa
- 1911 Pedro Martínez
- 1915 Raúl Lamadrid
- 1916 Pedro Martínez (2)
- 1918 Raúl Lamadrid (2)
- 1919 Alejandro Abel Conesa
- 1920 Juan Goicoechea
- 1921 Mauro Prieto
- 1922 Rafael Escalante
- 1932 Balbino Machuca
- 1934 Ernesto Laporte
- 1935 Antonio Echave
- 1936 Raimundo Caratozolo
- 1937 Pablo Roselli
- 1938 Amado José
- 1938 Pablo Roselli (2)
- 1942 Balbino Machuca (2)
- 1952 Liborio García
- 1953 Pedro Nicolás Rubino
- 1955 Felicitas Alsúa
- 1956 Pedro Raúl Zabala
- 1957 Santos Calvo
- 1958 Dándolo Colángelo
- 1961 Elder Vaughan
- 1962 Cecil Thomas
- 1963 Luis González
- 1967 Raúl García Cavín
- 1968 Carlos Raúl Ibarra
- 1969 Héctor Oscar Cerecedo
- 1970 Raimundo Damis
- 1973 Roberto Aguirre
- 1973 Alfredo Suárez
- 1976 Magín Ventura (Designado por la Dictadura Militar)
- 1981 Raúl Mac Burney
- 1982 Antonio Zorrilla
- 1983 Daniel García (2)
- 1991 Magín Ventura (2)
- 1995 Pablo Daniel Helmer (2)
- 2002 Luis De Hernández
- 2003 Pedro Planas
- 2007 Adrián López
- 2011 Rossana Artero (2)
- 2019 Araceli Di Filippo (a/c)
- 2019 Damián Biss[1]

### Otras instituciones

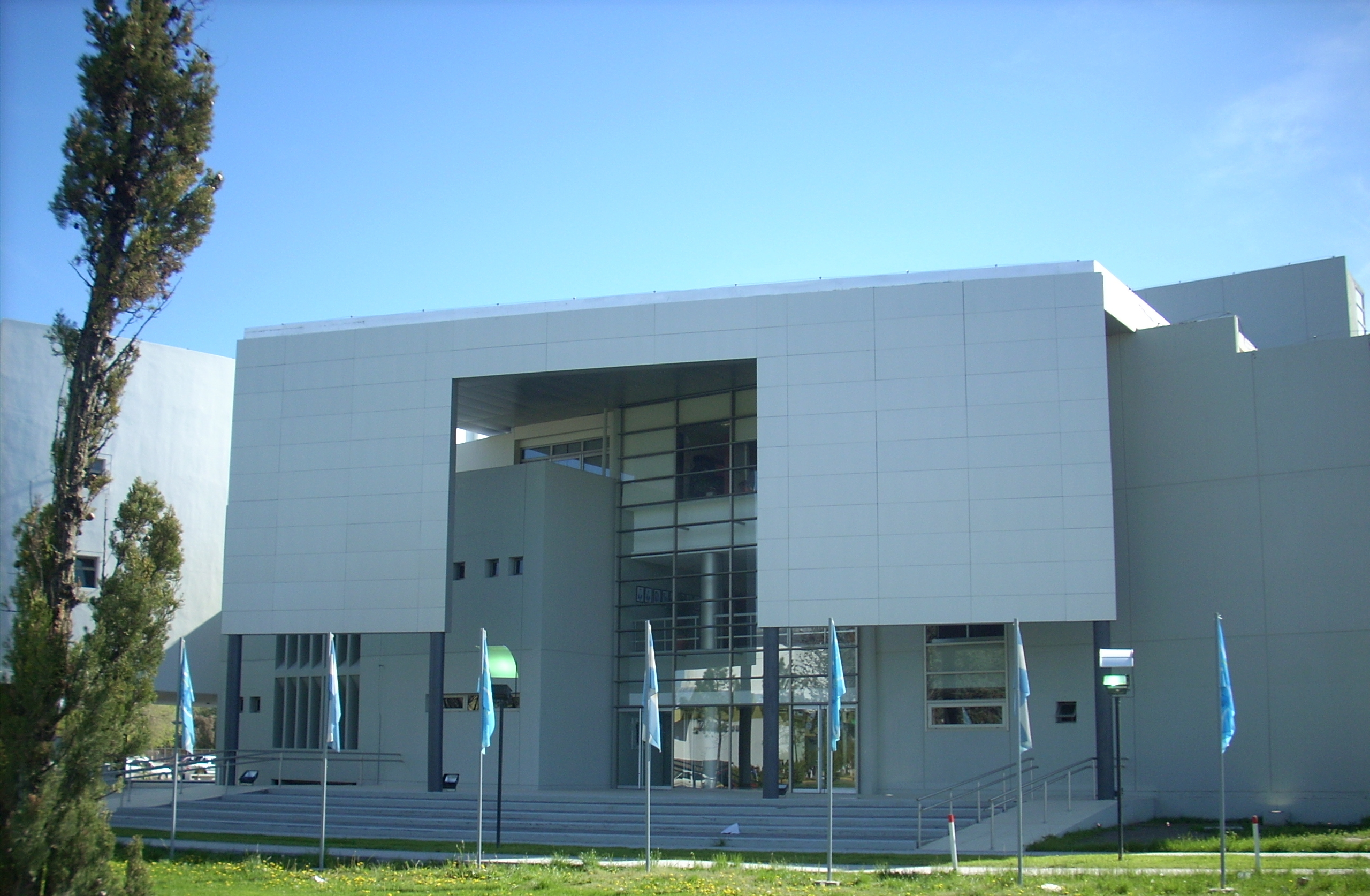
El nuevo edificio de la Legislatura provincial, en el centro cívico de Rawson.

Además de ser sede del gobierno provincial, se encuentran en Rawson varias instituciones oficiales de orden nacional, incluyendo:
- Juzgado Federal de Rawson, con jurisdicción de tal fuero en la región noreste del Chubut.
- Gendarmería Nacional, XIV Agrupación "Chubut", con jurisdicción sobre todo el territorio provincial, y comando sobre varias unidades en el interior provincial.
- Servicio Penitenciario Federal, unidad carcelaria U6, que cobró notoriedad el 15 de agosto de 1972 con la fuga masiva y posterior masacre de presos (Masacre de Trelew) detenidos por el gobierno militar de entonces.[9]
- Oficina de la Dirección Nacional de Migraciones, Ministerio del Interior.
- Prefectura Naval Argentina, Prefectura de Puerto Rawson.
- Policía Federal Argentina —Delegación Rawson—.

## Clima
| Parámetros climáticos promedio de Trelew Aero (normales 1991-2020, extremos 1901-presente) | Parámetros climáticos promedio de Trelew Aero (normales 1991-2020, extremos 1901-presente) | Parámetros climáticos promedio de Trelew Aero (normales 1991-2020, extremos 1901-presente) | Parámetros climáticos promedio de Trelew Aero (normales 1991-2020, extremos 1901-presente) | Parámetros climáticos promedio de Trelew Aero (normales 1991-2020, extremos 1901-presente) | Parámetros climáticos promedio de Trelew Aero (normales 1991-2020, extremos 1901-presente) | Parámetros climáticos promedio de Trelew Aero (normales 1991-2020, extremos 1901-presente) | Parámetros climáticos promedio de Trelew Aero (normales 1991-2020, extremos 1901-presente) | Parámetros climáticos promedio de Trelew Aero (normales 1991-2020, extremos 1901-presente) | Parámetros climáticos promedio de Trelew Aero (normales 1991-2020, extremos 1901-presente) | Parámetros climáticos promedio de Trelew Aero (normales 1991-2020, extremos 1901-presente) | Parámetros climáticos promedio de Trelew Aero (normales 1991-2020, extremos 1901-presente) | Parámetros climáticos promedio de Trelew Aero (normales 1991-2020, extremos 1901-presente) | Parámetros climáticos promedio de Trelew Aero (normales 1991-2020, extremos 1901-presente) |
| Mes                                                                                        | Ene.                                                                                       | Feb.                                                                                       | Mar.                                                                                       | Abr.                                                                                       | May.                                                                                       | Jun.                                                                                       | Jul.                                                                                       | Ago.                                                                                       | Sep.                                                                                       | Oct.                                                                                       | Nov.                                                                                       | Dic.                                                                                       | Anual                                                                                      |
| ------------------------------------------------------------------------------------------ | ------------------------------------------------------------------------------------------ | ------------------------------------------------------------------------------------------ | ------------------------------------------------------------------------------------------ | ------------------------------------------------------------------------------------------ | ------------------------------------------------------------------------------------------ | ------------------------------------------------------------------------------------------ | ------------------------------------------------------------------------------------------ | ------------------------------------------------------------------------------------------ | ------------------------------------------------------------------------------------------ | ------------------------------------------------------------------------------------------ | ------------------------------------------------------------------------------------------ | ------------------------------------------------------------------------------------------ | ------------------------------------------------------------------------------------------ |
| Temp. máx. abs. (°C)                                                                       | 42.2                                                                                       | 41.0                                                                                       | 40.0                                                                                       | 35.2                                                                                       | 29.0                                                                                       | 26.8                                                                                       | 25.6                                                                                       | 26.6                                                                                       | 33.0                                                                                       | 35.0                                                                                       | 37.5                                                                                       | 39.9                                                                                       | 42.2                                                                                       |
| Temp. máx. media (°C)                                                                      | 29.3                                                                                       | 28.0                                                                                       | 25.4                                                                                       | 21.0                                                                                       | 16.1                                                                                       | 12.6                                                                                       | 12.4                                                                                       | 15.0                                                                                       | 17.6                                                                                       | 21.2                                                                                       | 24.8                                                                                       | 27.5                                                                                       | 20.9                                                                                       |
| Temp. media (°C)                                                                           | 21.6                                                                                       | 20.2                                                                                       | 17.9                                                                                       | 13.5                                                                                       | 9.5                                                                                        | 6.4                                                                                        | 5.9                                                                                        | 8.0                                                                                        | 10.4                                                                                       | 14.1                                                                                       | 17.4                                                                                       | 20.0                                                                                       | 13.7                                                                                       |
| Temp. mín. media (°C)                                                                      | 13.7                                                                                       | 12.6                                                                                       | 10.8                                                                                       | 7.0                                                                                        | 3.6                                                                                        | 1.0                                                                                        | 0.3                                                                                        | 1.9                                                                                        | 3.7                                                                                        | 6.6                                                                                        | 9.6                                                                                        | 12.0                                                                                       | 6.9                                                                                        |
| Temp. mín. abs. (°C)                                                                       | 3.4                                                                                        | 1.5                                                                                        | -1.6                                                                                       | -3.5                                                                                       | -8.5                                                                                       | -12.3                                                                                      | -11.4                                                                                      | -10.6                                                                                      | -7.0                                                                                       | -5.0                                                                                       | -2.0                                                                                       | 1.0                                                                                        | -12.3                                                                                      |
| Precipitación total (mm)                                                                   | 11.9                                                                                       | 23.5                                                                                       | 21.0                                                                                       | 23.3                                                                                       | 22.6                                                                                       | 25.4                                                                                       | 17.4                                                                                       | 14.1                                                                                       | 14.7                                                                                       | 18.1                                                                                       | 12.9                                                                                       | 13.2                                                                                       | 218.2                                                                                      |
| Días de precipitaciones (≥ 0.1 mm)                                                         | 3.9                                                                                        | 4.3                                                                                        | 5.2                                                                                        | 3.8                                                                                        | 6.6                                                                                        | 6.8                                                                                        | 5.6                                                                                        | 6.1                                                                                        | 5.9                                                                                        | 5.7                                                                                        | 4.6                                                                                        | 3.7                                                                                        | 62.1                                                                                       |
| Horas de sol                                                                               | 322.4                                                                                      | 279.7                                                                                      | 251.1                                                                                      | 210.0                                                                                      | 161.2                                                                                      | 138.0                                                                                      | 161.2                                                                                      | 179.8                                                                                      | 198.0                                                                                      | 248.0                                                                                      | 291.4                                                                                      | 294.5                                                                                      | 2739.4                                                                                     |
| Humedad relativa (%)                                                                       | 42.1                                                                                       | 49.8                                                                                       | 52.9                                                                                       | 56.9                                                                                       | 65.0                                                                                       | 67.5                                                                                       | 66.3                                                                                       | 59.7                                                                                       | 56.0                                                                                       | 49.7                                                                                       | 44.4                                                                                       | 41.4                                                                                       | 54.3                                                                                       |
| Fuente: Servicio Meteorológico Nacional                                                    |                                                                                            |                                                                                            |                                                                                            |                                                                                            |                                                                                            |                                                                                            |                                                                                            |                                                                                            |                                                                                            |                                                                                            |                                                                                            |                                                                                            |                                                                                            |

## Economía y producción

### Primeros tiempos
Los colonos galeses debieron sortear dos obstáculos importantes relativos al desarrollo del asentamiento. Por un lado, el primitivo riego por inundación con aguas del río Chubut, y muy dependiente de la variación hidrológica anual, debió perfeccionarse creando con mucho esfuerzo un sistema de canales de riego, que permitió un crecimiento sostenido de la producción agrícola, especialmente en la región occidental del Valle inferior del río Chubut.
Obtenido esto, el segundo inconveniente fue el traslado de la producción, especialmente trigo hacia el mercado de Buenos Aires. Debe considerarse que el Puerto de Rawson, en la desembocadura del río, era poco practicable debido a bancos de arena y sedimentos, y muy dependiente de las mareas para barcos de mediano calado, circunstancia que con el tiempo impidió el desarrollo del mismo como puerto comercial. Por este motivo, y a fin de poder aprovechar el puerto de aguas profundas en el Golfo Nuevo, (Puerto Madryn) desde el segundo semestre de 1886 se inició el tendido de vías férreas que en principio comunicaron el mencionado puerto con la zona denominada por entonces Cañadón Iván, en lo que sería "punta de rieles" en un lugar algo más cercano a los campos de producción que la ciudad de Rawson. Punta de rieles crecerá con rapidez, y se convertirá en la ciudad de Trelew, hasta hoy centro comercial y de comunicaciones de la región.
A principios de la década de 1890 el ferrocarril se había extendido ya hacia el oeste, pasando por Gaiman, y hacia la costa llega a Rawson con un tendido adicional de 5 km hasta Playa Unión.

### Recursos actuales
Rawson es fundamentalmente una ciudad de actividad terciaria, en su condición de capital y sede principal de la administración pública provincial.
En este orden, sin embargo, las demás actividades terciarias (comercio mayorista y minorista, banca privada y seguros) tienen centro económico en la vecina Trelew.
La principal actividad primaria es la pesca, realizada desde Puerto Rawson mediante una flota fresquera que cuenta con aproximadamente 60 barcos registrados. No todos los barcos permanecen todo el año en esta base, ya que suelen trasladarse según las condiciones del recurso a otros puertos patagónicos, especialmente Comodoro Rivadavia y Caleta Olivia.
Las principales áreas de pesca se encuentran frente al límite sur del departamento Rawson, en la zona de Isla Escondida y en las cercanías del puerto de Camarones.
Según las estadísticas entre enero y septiembre de 2006, los desembarques en Puerto Rawson totalizaron 5025 toneladas, de las cuales 2084,7 correspondieron a peces varios (especialmente Merluza hubsii), 2933,4 crustáceos (en especial langostinos) y 6,9 toneladas a moluscos. Puerto Rawson se ubica con estos valores como el 8.º puerto de litoral marítimo argentino en captura total, y 7.º en la especie merluza.

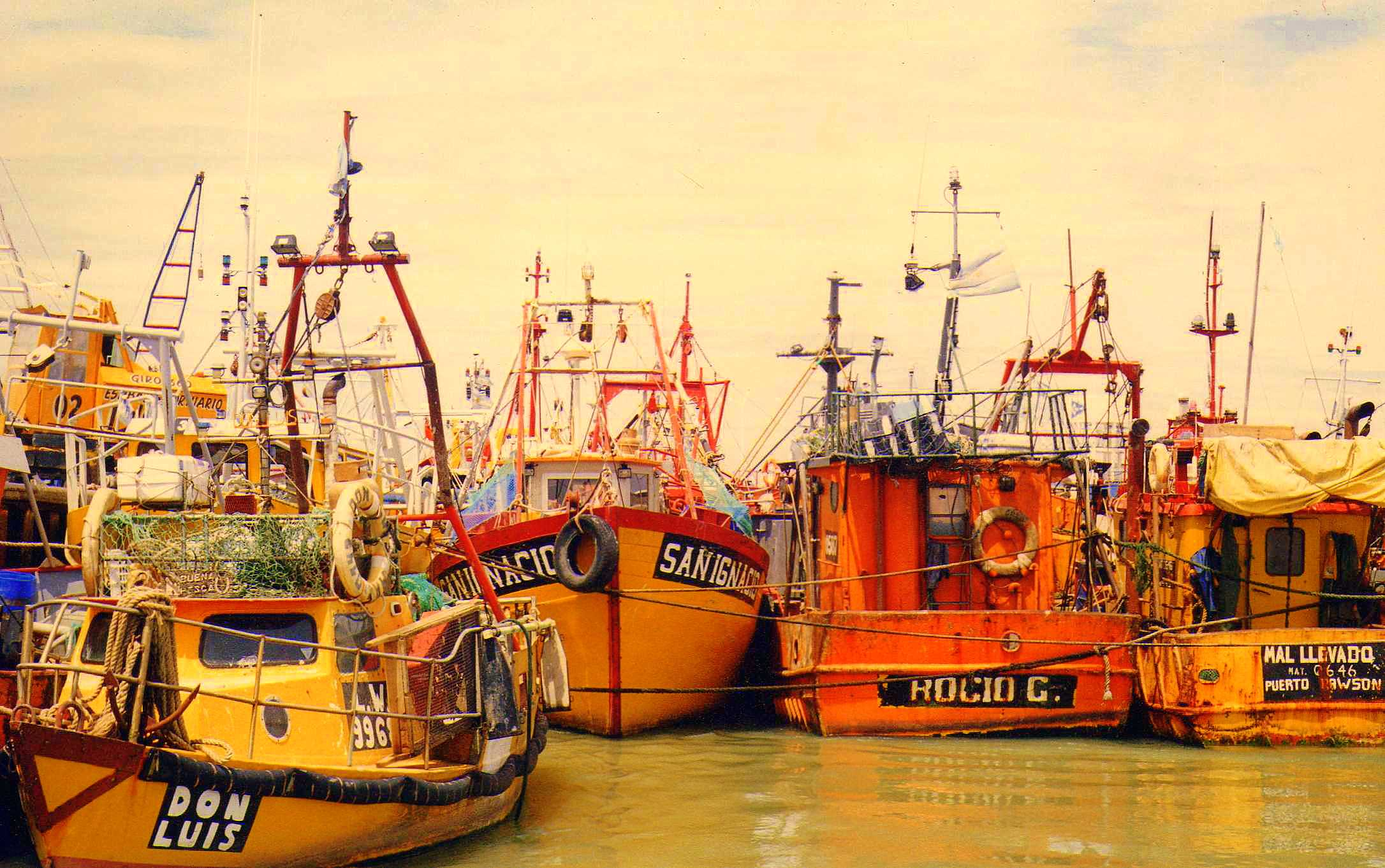
Embarcaciones en el Puerto de Rawson.

Otras actividades primarias son el cultivo de cereza con plantaciones importantes dentro del ejido municipal y cupos de exportación al exterior, y canteras de áridos (arena y canto rodado) utilizados para la industria de la construcción zonal.
La actividad industrial reside principalmente en el procesamiento de productos de la pesca, con varias plantas de fileteado y empaque de pescado y langostino. En un rango menor, existe industria metalmecánica ligera y de construcción.
También cuenta desde a principios de 2011 con el parque eólico Rawson, el más grande de la República Argentina y el de mayor producción de Sudamérica.

## Demografía

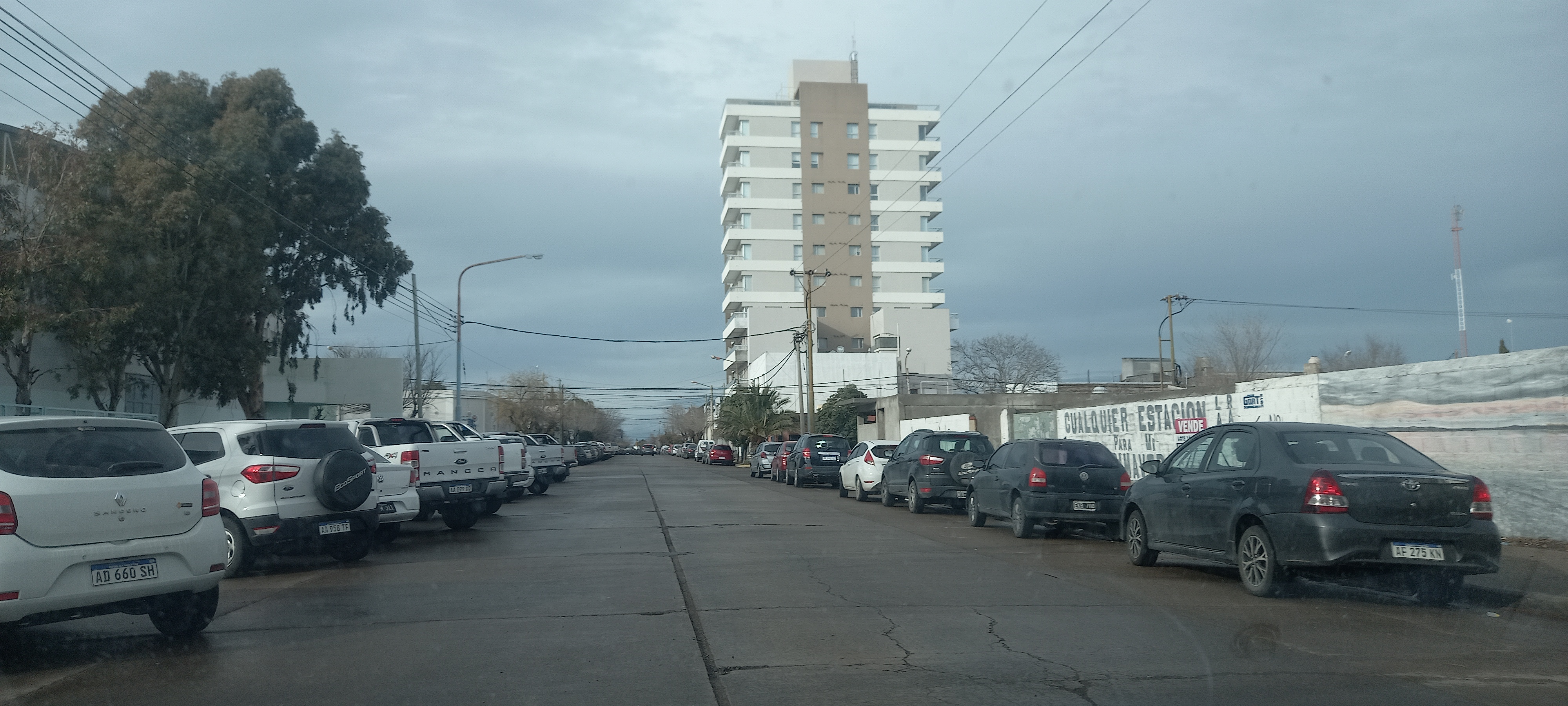
Aspecto urbano renovado de la ciudad, que en los últimos años trajo edificaciones de altura.

La población de Rawson fue casi exclusivamente de origen galés hasta 1876, año en que naufraga cerca de la desembocadura del río Chubut la goleta "Unión", cuyo capitán Julián Bollo y otros tres tripulantes de origen italiano se afincan en la ciudad. Las playas testigos del naufragio pasaron a llamarse a partir de entonces, "Playa Unión", principal balneario de Rawson.
En 1881, según Ricardo Berwyn la población de la ciudad alcanzaba 1007 habitantes, de los cuales 803 eran galeses, 177 argentinos nativos, 4 ingleses, 4 italianos (los náufragos del Unión), 4 franceses, 3 norteamericanos, 3 alemanes, 1 brasileño y 1 australiano. El censo que refiere Berwyn no registró a los tripulantes embarcados en navíos ni a la población aborigen.
En 1888, liderados por Francisco Pietrobelli, quien luego sería factor clave de la fundación de Comodoro Rivadavia, arriba un contingente de aproximadamente 40 operarios italianos para trabajar en las obras del ferrocarril.
Durante la primera mitad del siglo XX continúa un lento proceso de integración de inmigrantes italianos, españoles, de países árabes y también del norte de Argentina. Este proceso se acelera a partir de la década de 1950, en principio por un sistema de exención de tasas aduaneras al sur del Paralelo 42 Sur, límite entre los entonces territorios nacionales de Chubut y Río Negro, y luego con base en regímenes de promoción industrial que indirectamente producen la radicación de mano de obra del norte del país.
El desarrollo poblacional se hace más lento a finales de la década de 1970 a raíz de la caída de la promoción industrial. Los jóvenes con vocación y posibilidad económica de estudiar a nivel superior o universitario emigran hacia ciudades del norte, situación que sólo se ha revertido parcialmente en los últimos años con el incremento de la oferta educativa de esos niveles, especialmente en la vecina ciudad de Trelew.
El censo 2001 arrojó una población de 22 493 habitantes, dato que convierte a Rawson como la capital provincial menos poblada de Argentina, superada incluso por Ushuaia, capital de la provincia menos poblada del país. Una proyección realizada el 30 de diciembre de 2008 por la DGCYE provincial dio una población de 33 806, estimación que aún la convierte en la capital menos poblada de Argentina.
Según declaraciones del Gobernador Mario Das Neves, basadas en datos estimativos y no oficiales, en julio de 2009, Rawson aumentó su población en un cincuenta por ciento con respecto al censo realizado en el año 2001, siendo la ciudad que más creció en la provincia en ese período.
Para 2010 se reveló una población de 31 787 habitantes, cifra muy cercana a la estimación y que la vuelve a dejar como la capital menos poblada del país, pero muy cerca de posicionarse como la cuarta ciudad de su provincia muy cerca de Esquel. El mismo censo reveló que la población se componía de 15 981 varones y 15 806 mujeres, lo que da un índice masculinidad del 101,11 %. En tanto las viviendas pasaron de 7076 a ser 12 520 viviendas.
Esta magnitud la situó como la quinta localidad de la provincia en población muy cerca de Esquel que fue cuarta.
En el censo 2022 su población sufrió un aminoramiento del crecimiento de sus habitantes y pasó a 38.129 habitantes y 17.526 viviendas. Esto colocó a Rawson como 4.ª en Chubut, apenas por arriba de Esquel.
| Evolución de la población desde 1881 al año 2022. |
|                                                   |
| Fuente INDEC - El gráfico no es proporcional.     |

## Educación

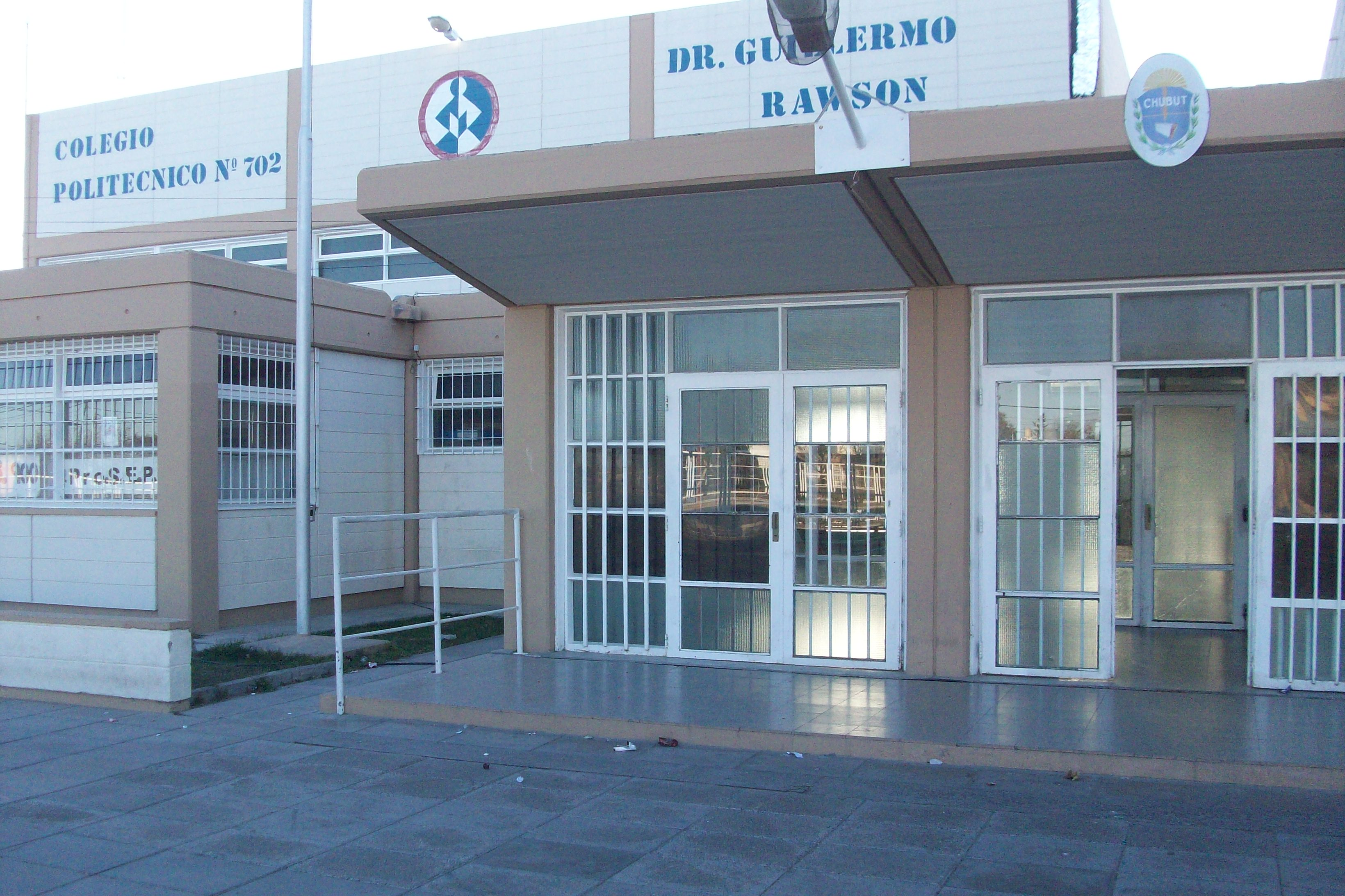
Colegio secundario politécnico Guillermo Rawson N.º 702.

Cuenta con una cantidad sustentable de colegios de todos los niveles y hasta de una de bellas artes, pero hasta 2010 la ciudad no contaba con una universidad, siendo la única capital de la Argentina que no tenía una, ni siquiera una delegación. No obstante, el 15 de marzo de 2010 inició las actividades la Universidad Provincial del Chubut con sus 2 primeras carreras: Tecnicatura en Enfermería y Tecnicatura en Desarrollo de ‘Software’. A la vez que actualmente están en curso ambas especialidades con una cantidad aproximada de 150 alumnos en total, la Universidad del Chubut desarrolla las clases en el Edificio de Aulas, mientras algunas actividades prácticas de los estudiantes de Enfermería se realizan en un centro de salud barrial y en el Hospital Santa Teresita de esta capital.

## Lugares de interés turístico y cultural
Al igual que la cercana ciudad de Puerto Madryn, Rawson también se beneficia del ecoturismo. Desde el puerto de la ciudad se pueden realizar avistajes de toninas overas, este animal es una de las especies más pequeñas de delfines en el mundo y se caracteriza por su singular patrón de coloración blanco y negro. Se distribuye por gran parte de las costas patagónicas.

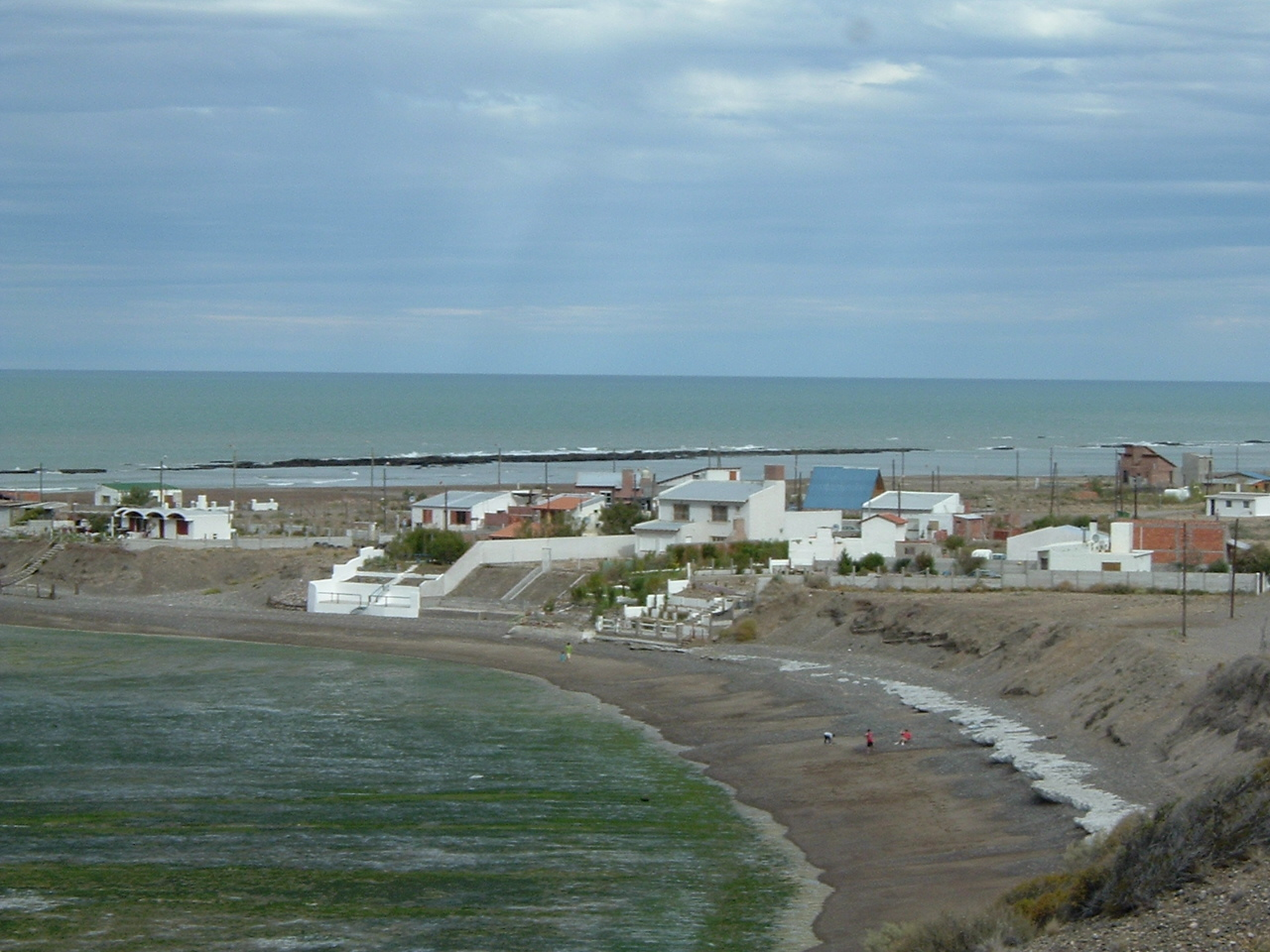
Playa Magagna, villa alejada del centro del aglomerado de la ciudad.

En cuanto a balnearios, los más populares con que la ciudad cuenta son la mencionada Playa Unión a la que acuden miles de turistas durante el verano, sobre todo de la región del valle inferior del Río Chubut, y a escasa distancia de esta dirigiéndose al sur Playa Magagna localizada a 12 km de Rawson, es un complejo de cuatro playas: Bonita, El Faro, Cangrejales Norte y Cangrejales Sur. Estos balnearios, al sur de la desembocadura del Río Chubut, tienen escasa población estable, ya que recién en los últimos años se ha construido la infraestructura de servicios públicos (electricidad, alumbrado público y agua potable). La actividad más popular para realizar en Magagna es la extracción o pesca de pulpos.
La ciudad cuenta con el Zoo de Rawson, perteneciente al ente municipal.

### Museos
- Museo Regional Salesiano
- Museo de la Ciudad
- Museo Policial
- Museo del Soldado de Malvinas, único museo de Argentina con dicha temática

## Servicios públicos urbanos
- Agua potable, cloacas, electricidad: Cooperativa de Servicios Públicos, Consumo y Vivienda Rawson Ltda.
- Gas natural: Camuzzi Gas del Sur
- Telefonía, Internet: Telefónica de Argentina

## Deportes
Existen varias disciplinas deportivas, pero el más destacado es el fútbol. Entre los equipos sobresalen el Club Atlético Germinal y el Club Defensores de la Ribera; el primero alcanzó llegar a las finales del Torneo Argentino A.
Además, Germinal también participa, a nivel local, en básquet y hockey. En básquet participa de los torneos organizados por la Asociación de Básquet del Este del Chubut y en hockey de la Asociación Amateur de Hockey sobre Césped y Pista del Valle del Chubut.
En rugby se destaca el Bigornia Club, que en 2011 participó a nivel nacional del Torneo del Interior y además participa a nivel local en los torneos organizados por la Unión de Rugby del Valle del Chubut. 
También esta institución se dedica al hockey y al remo.

## Ciudades hermanas
- Blaenau Ffestiniog, Gwynedd, Gales.[21][22]

## Parroquias de la Iglesia católica en Rawson
| Diócesis  | Rawson            |
| --------- | ----------------- |
| Parroquia | María Auxiliadora |